# Paletta da cucina

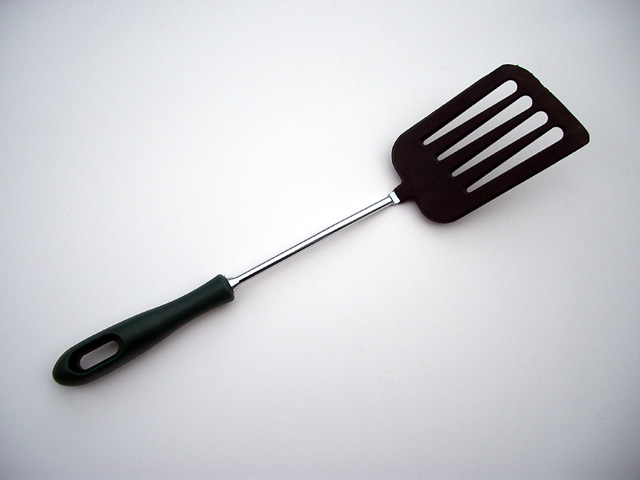
Paletta da cucina

La paletta da cucina è un attrezzo da cucina con una lunga lama piatta con lunghi buchi longitudinali, usata spostare e girare il cibo in cottura.
L'attrezzo era nato per servire il pesce (da cui il nome britannico dell'attrezzo, fish slice) ed era tipicamente realizzato in argento. L'argento o il Sheffield plate (combinazione di rame e argento) erano preferiti all'acciaio per evitare di contaminare il sapore del pesce, a causa delle reazioni tra quest'ultimo, il limone e l'acciaio. A partire dal 1745 vennero prodotte nei paesi anglosassoni palette a forma ornamentale di pesce.
Oggi le palette vengono prodotte in vari materiali, principalmente acciaio inossidabile o silicone, e vengono usate comunemente per girare i cibi in cottura, ad esempio durante la frittura.